# Горожане (фильм)
«Горожа́не» — советский художественный полнометражный драматический цветной фильм, снятый в 1975 году режиссёром Владимиром Роговым на киностудии имени М. Горького по мотивам повести Владимира Кунина «Я работаю в такси».
Премьера фильма в СССР состоялась 9 февраля 1976 года.

## Сюжет
Фильм повествует о добром, порядочном и во всех смыслах положительном человеке, таксисте по прозвищу «Батя» (Николай Крючков). Он любит свою дочку Машу, работу, Москву и своих пассажиров. К каждому находит свой подход. Но вот любимой женщине признаться в любви не просто, когда уже настало «время внуков».

## В главных ролях
- Николай Крючков — таксист Батя, бывший фронтовик
- Марина Кукушкина (Дюжева) — дочь Маша
- Михаил Васьков — Юра, жених Маши
- Алексей Миронов — начальник колонны Василий Васильевич Фофонов

### В ролях
- Борис Чирков — старый мастер Петрович, дед-собеседник о внуках
- Людмила Хитяева — нервная пассажирка — жена работника министерства (супружеская пара с двадцатилетним стажем)
- Олег Даль — пассажир — подвыпивший полярник, водитель вездехода
- Георгий Юматов — фронтовой друг Иван, водитель троллейбуса шестнадцатого маршрута
- Лариса Удовиченко — пассажирка, спутница Зайцева; пассажирка троллейбуса шестнадцатого маршрута
- Ирина Азер — пассажирка — жена Володи
- Анатолий Ромашин — пассажир — работник министерства (супружеская пара с двадцатилетним стажем)
- Юрий Чернов — водитель МАЗа-мусоровоза, балалаечник и хоккеист
- Валерий Носик — пассажир — врач-кардиолог
- Владимир Пучков — пассажир — Зайцев
- Борис Гусаков — Пётр Бондаренко, бывший таксист, работающий на заправке
- Татьяна Паркина — пассажирка — жена молодого композитора («Садись, медуза!»)
- Галина Стрелкова — эпизод
- Павел Махотин — пассажир — генерал
- Борис Гитин — инспектор ГАИ, старшина
- Леонид Ярмольник — пассажир — молодой композитор, муж-«медуза»

### В эпизодах
- Валентин Никулин — пассажир в белом плаще, «Доцент»
- Виктор Чеботарёв — пассажир — солдат, сын генерала (роль озвучивал — Алексей Золотницкий)
- Валентина Ананьина — работница таксопарка
- Александр Харитонов — молодой таксист
- Надежда Репина — эпизод
- Мария Барабанова — женщина в очереди («Жулик, в милицию его надо!»)
- Юрий Воробьёв — гаишник
- Степан Пучинян — эпизод
- Игорь Скляр — парень с гитарой
- О. Кузина, Л. Баринова, А. Замыслов, А. Максимов, В. Гришин, С. Мохова,
- И. Петров, Л. Кудрявцева, С. Петров, Л. Бурмистрова, А. Айнутдинов
- Алевтина Румянцева — дама в платке (в титрах не указана)
- Лёня Карасёв — приятель Юры (в титрах не указан)
- Максуд Иматшоев — эпизод (в титрах не указан)
- А. Кучеров, А. Сычёв  (в титрах не указаны)

## Съёмочная группа
- Сценарий — Владимир Кунин
- Режиссёр-постановщик — Владимир Роговой
- Оператор-постановщик — Инна Зарафьян
- Художник-постановщик — Пётр Пашкевич
- Композитор — Рафаил Хозак
- Звукооператор — Станислав Гурин
- Режиссёр — А. Ермилов
- Редактор — Вера Бирюкова
- Операторы — Анатолий Буравчиков, Вячеслав Звонилкин
- Монтаж — Ольга Катушева, Светлана Десницкая
- Мастер света — Н. Громов
- Художник по костюмам — Екатерина Александрова
- Художник-гримёр — Валентина Пустовалова
- Художник-декоратор — Борис Дукшт
- Художник-фотограф — Аркадий Гольцин
- Ассистент режиссёра — Розалина Головащенко
- Ассистент оператора — В. Бергер
- Оркестр Госкино СССР
Дирижёр — Владимир Васильев
- Текст песен — Василия Лебедева-Кумача, Евгения Аграновича
- Директор картины — Л. Бланк

## Технические данные
- Цветной, 86 минут[1].
- Премьера: 9 февраля 1976 года.
- Прокат — 19,2 млн зрителей.